# Abdi-Aširta
Abdi-Aširta (auch Abdi-Aschirta oder Abdi-Ašratu) ist ein aus den Amarna-Briefen bekannter Fürst von Amurru, der um 1380 v. Chr. regierte. Er war vor allem für die Sicherheit der altägyptischen Provinzhauptstadt Sumuru verantwortlich. Mit Rib-Addi stritt er um die Vorherrschaft in Amurru und nahm gegen diesen die Ortschaften Ambia, Sigata, Irqata und Batruna ein. Abdi-Aširta soll auch mehrere Stadtfürsten ermordet und ein Attentat auf Rib-Addi geplant haben. Die Umstände seines Todes sind in der Forschung strittig. Nachfolger wurden seine Söhne Pubaḫla, Niqmepa und Aziru.